# 7223 Dolgorukij
7223 Dolgorukij este un asteroid din centura principală de asteroizi.

## Denumire
Asteroidul 7223 Dolgorukij a fost denumit în onoarea lui Iuri Dolgoruki, Mare Cneaz al Rusiei Kievene, fondatorul oficial al orașului Moscova.

## Descriere
7223 Dolgorukij este un asteroid din centura principală de asteroizi. A fost descoperit pe 14 octombrie 1982 la Observatorul de Astrofizică din Crimeea de Liudmila Juravliova și Liudmila Karacikina. Asteroidul prezintă o orbită caracterizată de o semiaxă mare de 2,35 ua, o excentricitate de 0,18 și o înclinație de 1,6° în raport cu ecliptica.